# James Clayborne
Pour l’article ayant un titre homophone, voir Claiborne.
James Clayborne, Jr, né le 29 décembre 1963 à Saint-Louis (Missouri) est un homme politique américain, membre du parti démocrate, membre du sénat de l'Illinois et chef de la majorité démocrate entre 2009 et 2019.
Clayborne et sa femme Staci vivent à Belleville et ont quatre enfants. Il a reçu son juris doctor de l'université de Miami et son diplôme en science politique de l'université d'État du Tennessee (Tennessee State University).
Il représente le 57e district au Sénat de l'État de l'Illinois de 1995 à 2019.